# Vrouwenpolder
Vrouwenpolder (Zeeuws: D'n Polder) is een dorp in de gemeente Veere, in de Nederlandse provincie Zeeland. Op 1 januari 2023 had het dorp 1.055 inwoners. Vrouwenpolder ligt aan de noordpunt van Walcheren, nabij de Veerse Gatdam die het eiland verbindt met Noord-Beveland. Het heeft een breed Noordzeestrand, dat mede daardoor 's zomers betrekkelijk rustig is. Niettemin is toerisme een voorname bron van inkomsten in dit dorp. Nabij Vrouwenpolder ligt het natuurgebied Oranjezon. Het dorp is bereikbaar via de N57, die van Middelburg naar Europoort loopt.

## Geschiedenis
Vrouwenpolder is, in vergelijking met andere Walcherse dorpen, betrekkelijk laat ontstaan: de kapel, gewijd aan Maria (Onze Lieve Vrouwe, aan wie het dorp zijn naam ontleent) werd gebouwd in de 14e eeuw, in gebied dat een eeuw daarvoor ingepolderd was. In 1588 werd Fort Den Haak gebouwd om de ingang van het Veerse Gat te dekken. In 1809 verwoestten de Engelsen, die in dat jaar via de Nederlandse kust Napoleons rijk probeerden binnen te vallen, het fort, waarvan nu niet meer over is dan een lege vlakte achter de duinenrij. Vrouwenpolder vormde van 1816 tot 1966 een zelfstandige gemeente, waartoe Breezand, Gapinge (1857), Schellach en Zanddijk Buiten behoorden. Na die tijd behoorde het dorp tot de gemeente Veere.

## Kapel
In 1314 werd in Nuwenpolre buiten Serooskerke een kapel gesticht die 10 jaar later tot parochiekerk van het dorp Niepolre werd verheven. Later werd het dorp Vrouwenpolder genoemd naar Maria aan wie de kerk was gewijd. De kerk met een schilderij van Onze-Lieve-Vrouwe van de Polder was van de veertiende eeuw tot 1572 een belangrijk bedevaartsoord.

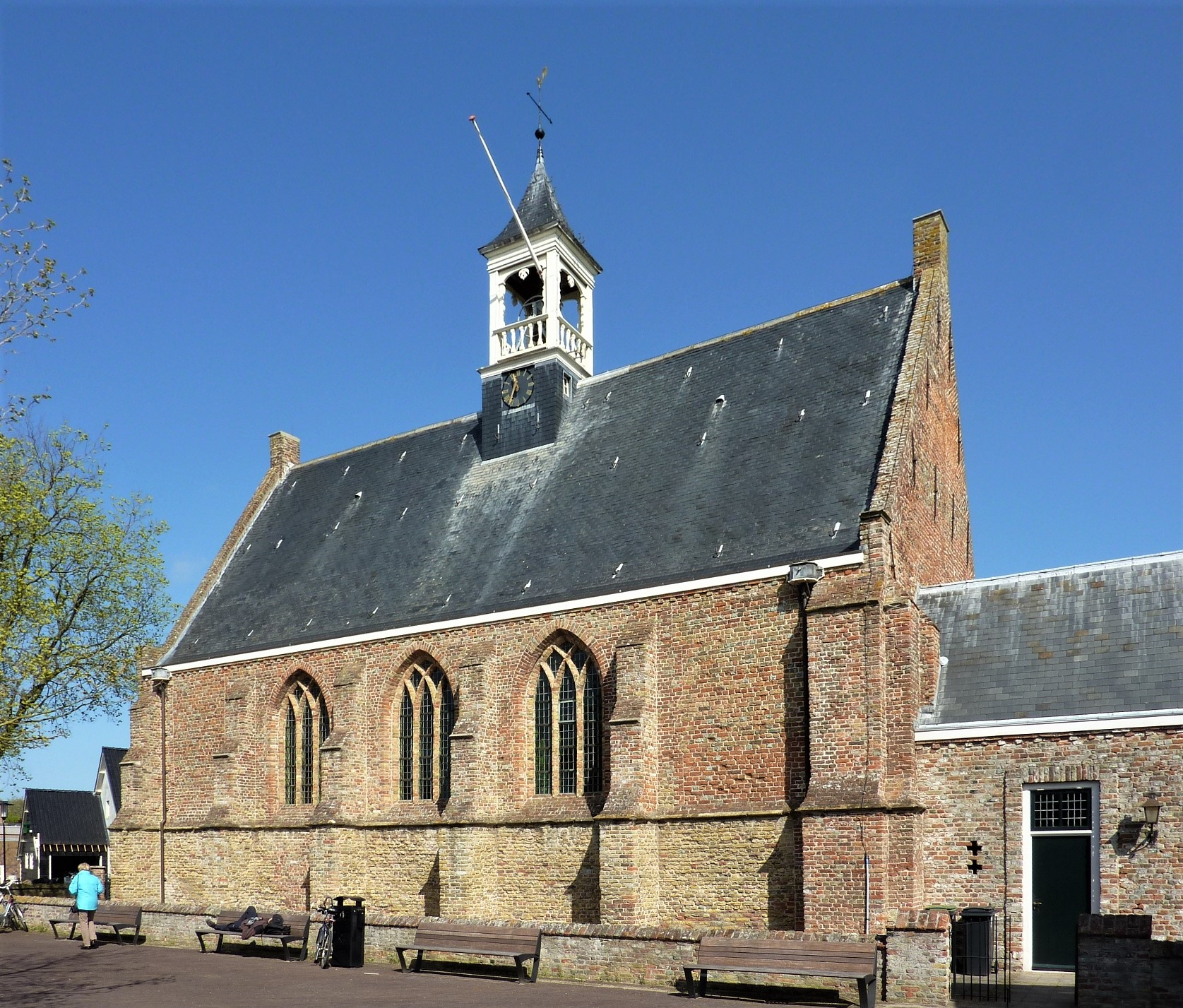
Pelgrimskerk

In de Tachtigjarige Oorlog (1572-'73), tijdens het beleg van Middelburg, werd de kerk ernstig beschadigd. In de jaren daarna (1622-1624) werd de kerk weer hersteld met gebruikmaking van de resterende muurdelen. Het resultaat is een typisch 17e-eeuwse zaalkerk, vijf traveeën lang en met een dakruiter op de nok van het dak. De oude kerk is groter geweest, zoals de restauratie van 1955 aantoonde. Het 19de-eeuwse pleisterwerk werd toen ook verwijderd. Het interieur bevat een preekstoel uit 1624, doophek en een voorlezersbank uit de tijd van de herbouw. Verder bevindt zich een doopbekken uit 1718 in de kerk met de inscriptie: 'O jeugdig vlees en bloet, denckt dat ghij sterven moet'.

## Geboren in Vrouwenpolder
- Joost Dourlein (1911 – 1980), Nederlands marinier en ridder in de Militaire Willems-Orde
- Jan de Visser (1916 – 1944), verzetsstrijder
- Jurn de Vries (1940), journalist, theoloog en politicus